# Babni Vrt
Babni Vrt – wieś w Słowenii, w gminie miejskiej Kranj. W 2018 roku liczyła 44 mieszkańców. 